# Une longue, longue, longue nuit d'amour
Une longue, longue, longue nuit d'amour  (titre original Una lunga lunga lunga notte d'amore) est un film italien réalisé par Luciano Emmer et sorti en 2001.

## Synopsis
Six femmes partagent leurs histoires d'amour.

## Fiche technique
- Titre original : Una lunga lunga lunga notte d'amore
- Réalisation : Luciano Emmer
- Photographie : Bruno Cascio
- Montage : Adriano Tagliavia
- Distribution :  Boomerang Productions
- Pays :  Italie
- Durée : 102 minutes
- Dates de sortie :
  - 14 février 2001 : Festival international du film de Berlin
  - 23 février 2001 : Italie
  - 18 décembre 2002 : France

## Distribution
- Giancarlo Giannini : Marcello
- Marie Trintignant : Irene
- Isabelle Pasco : Elena Rosa Guidotti
- Elzhana Popova : Anna
- Marina Confalone : Carla
- Gloria Sirabella : Cristina
- Ornella Muti : Egle
- James Thierrée : Gabriele
- Silvia De Santis : Teresa
- Franco Interlenghi : Luigi Settembrini
- Alessia D'Apote : Carolina

## Critique
Pour L'Express, « Malgré son casting, ce film très "panel du Tendre" dégage un ennui profond et une naïveté rare. ».